# ویست منیجمنت
ویست منیجمنت (انگلیسی: Waste Management) شرکت مدیریت پسماند آمریکایی است، که در سال ۱۹۶۸ توسط وین هویزنگا و دین بانتروک تأسیس شد.